# Adelaide Ristori
Adelaide Ristori (29 de enero de 1822-8 de octubre de 1906) fue una reconocida actriz dramática italiana, a la que se conoció con el sobrenombre de la Marquise.

## Biografía

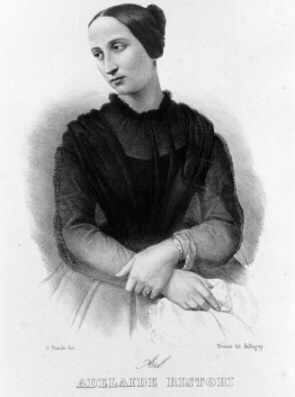
Retrato de Ristori

Nació en la localidad de Cividale del Friuli. A los catorce años hizo su primera aparición como Francesca da Rimini en la obra dramática homónima de Silvio Pellico.
Cuatro años más tarde, con dieciocho años, actúa como María Estuardo en la versión italiana de la obra de Friedrich Schiller del mismo nombre. Durante algunos años fue miembro de la compañía de Cerdeña y ocasionalmente de la compañía Ducal de Parma.
Pasado este tiempo contrae matrimonio con el marqués Giuliano Capranica del Grillo, motivo por el cual efectúa un pequeño descanso en su carrera. Regresa a los escenarios con representaciones regulares en Turín y provincias.
En 1855 efectúa su primera visita profesional a París para la que elige el rol protagonista de la Francesca da Rimini. La obra tuvo una acogida fría, pero poco tiempo después recibe ovaciones cuando representa la obra de Vittorio Alfieri Myrrha.
En 1856 Ristori realiza una gira por diferentes países con un breve intervalo en París, donde reaparece en la adaptación de la obra de Ernest Legouvé Medea en adaptación italiana de Giuseppe Montanelli. Repite papel en Londres. En 1857 visita Madrid, actuando con gran éxito; repetirá gira por España (y Portugal) dos años más tarde, incorporando entonces a su repertorio un rol español, el de Giovanna la Pazza, que daba también título a la traducción italiana del drama Locura de amor de Manuel Tamayo y Baus realizada por Francesco dall'Ongaro. En 1866 realiza la primera de sus cuatro visitas a los Estados Unidos, donde recibirá una gran acogida por parte del público, en particular por su actuación en la obra de Paolo Giacometti Elisabeth, un estudio italiano sobre la soberana inglesa.
Finalmente se retira de la vida profesional en 1885, muriendo el 9 de octubre de 1906 en Roma. Tuvo un hijo, el marqués Giorgio Capranica del Grillo.
Su ensayo literario Estudios y memorias aparecido en 1888 proporciona una serie de interesantes datos sobre su carrera, mereciendo especial atención la interpretación psicológica de los papeles de María Estuardo, Isabel, Myrrha, Fedra y Lady Macbeth, en cuya representación la artista combinó su enorme instinto dramático con un enfoque intelectual muy afilado y crítico.